# 진심 봄버!!
진심 봄버!!(本気ボンバー!!)는 2010년 7월 14일 발매된 Berryz코보의 23번째 싱글이다.

## 트랙리스트

### 초회생산한정반
1. 진심 봄버!! (本気ボンバー!!)
2. MOON POWER
  - Berryz코보 주연 무대 3억엔 소녀 테마송
3. 진심 봄버!! (本気ボンバー!!) (Instrumental)

### 통상반
1. 진심 봄버!! (本気ボンバー!!)
  - 닌텐도 DS 게임 이나즈마 일레븐 3 엔딩 테마
  - TV 애니메이션 이나즈마 일레븐 엔딩 테마
2. 포효 보이 WAO! (雄叫びボーイ WAO) (스파크 Ver.)
3. 진심 봄버!! (本気ボンバー!!) (Instrumental)